# Clannad (игра)
Clannad (яп. クラナド Куранадо) — японский визуальный роман, разработанный компанией Key и выпущенный для PC 28 апреля 2004 года. Позже в игру было добавлено озвучивание реплик персонажей, выполненное профессиональными сэйю, а также было осуществлено портирование на платформы PlayStation 2, PlayStation Portable, PlayStation 3, PlayStation Vita, PlayStation 4, Xbox 360 и Android. Clannad стал третьей игрой для компании, ранее выпустившей визуальные романы Kanon и Air, и находился в разработке в течение четырёх лет. Сценарий к игре был написан Дзюном Маэдой, которому помогали Кай и Юити Судзумото. Визуальный роман состоит из двух частей — «School Life» и «After Story» — и включает в себя сюжетные арки, повествующие о развитии взаимоотношений главного героя произведения Томои Окадзаки с различными персонажами.
На основе сюжетной арки главной героини истории — Нагисы Фурукавы — студией Toei Animation 15 сентября 2007 года был выпущен в прокат анимационный фильм Clannad. В том же году на различных телеканалах Японии началась трансляция одноимённого аниме-сериала от студии Kyoto Animation, состоявшего из двух сезонов и посвящённого, помимо истории Нагисы, и сюжетным аркам других основных женских персонажей произведения. Помимо экранизаций, в период с 2005 по 2008 год выпускались и иные адаптации визуального романа — в формате манги и радиопостановок. Сценаристами оригинальной игры в 2005 году было издано ранобэ Official Another Story Clannad: Hikari Mimamoru Sakamichi de, которое являлось спин-оффом к событиям Clannad и позже получило оформление в виде визуального романа от издателя Prototype. Кроме того, отдельно были изданы диски с записями музыкального сопровождения игры в различной аранжировке. Также в 2005 году Key было выпущено продолжение сюжетной арки Томоё Сакагами в виде визуального романа Tomoyo After: It’s a Wonderful Life.
В конце 2000-х годов Clannad, по данным различных рейтингов, вошёл в число наиболее популярных игр своего жанра за всю историю.

## Игровой процесс
Как и в случае других представителей жанра визуальных романов, игровой процесс Clannad отличается низким уровнем интерактивности и состоит из сцен со статичными двумерными изображениями персонажей в перспективе от первого лица, во время которых подаются диалоги в виде сопутствующего текста. Повествование ведётся от лица главного героя произведения — Томои Окадзаки — и включает как сцены текущих событий, так и картины происходящего в «фантастическом мире» (англ. The fantasy world). В определённые разработчиками моменты воспроизведение текста прекращается, и игроку предлагается сделать выбор из нескольких вариантов действий, определяющих дальнейшее течение событий. Подобные решения влияют на развитие отношений главного героя с ключевыми женскими персонажами (Нагисой, Котоми, Фуко, Томоё, Кё и Рё), а также позволяют достигнуть побочных историй с второстепенными героями.
Визуальный роман состоит из двух частей — «School Life» и «After Story», причём первая из них разделена на восемь сюжетных арок, посвящённых десяти различным персонажам, переход на которые осуществляется в зависимости от выборов, совершённых игроком в общем введении. Вторая половина игры — «After Story» — целиком посвящена продолжению сюжетной арки Нагисы Фурукавы, начатой в «School Life». В игре имеется строгий порядок прохождения сюжетных арок — для того, чтобы игроку перейти ко второй половине повествования, ему необходимо предварительно завершить хорошими концовками сюжетные линии пяти главных героинь в «School Life». В данном контексте «хорошими» считаются концовки, в результате которых между Томоей Окадзаки и выбранной героиней завязываются романтические отношения. Каждая из сюжетных арок героинь является самостоятельной историей отношений выбранной девушки с Томоей и имеет единственную хорошую концовку, а также несколько плохих в случае принятия игроком неверных решений, за исключением сюжетной арки Кё, в которой есть побочная концовка её сестры-близнеца Рё. За прохождение каждой сюжетной арки, необходимой для перехода в «After Story», игроку предоставляется «сфера света» (англ. Light orb). После завершения прочтения одной сюжетной арки для перехода на оставшиеся игрок вынужден начинать прохождение с введения и принимать иные решения в выборах, дабы изменить направление развития истории. Виденные ранее сцены доступны к пропуску с помощью автоматической перемотки текста. Для достижения в игре истинной концовки необходимо собрать все тринадцать доступных в игре «сфер света».
В отличие от предыдущих игр компании Key (Kanon и Air), в Clannad полностью отсутствуют интимные сцены между Томоей Окадзаки и главными героинями. В меню визуального романа имеется каталог изображений, заполняемый иллюстрациями новых сцен по мере их демонстрации читателю. В версии игры, доступной в сервисе цифровой дистрибуции Steam, дополнительно была добавлена «Дангопедия» (англ. Dangopedia) — внутриигровая энциклопедия, содержащая разъяснения некоторых японских терминов и отсылок авторов к другим произведениям.

## Сюжет
Главный герой произведения — ученик второго класса Томоя Окадзаки — начинает новый учебный год в старшей школе Хикаридзака. 15 апреля на холме по дороге в школу он встречает готовую расплакаться странно бормочущую вслух девушку — Нагису Фурукаву. Невольно подслушав её монолог о ценности школьных будней, Томоя предлагает ей дать шанс произойти в жизни чему-то новому. В школе Окадзаки начинает наблюдать за Нагисой и обращает внимание на то, что она всё время одна. Томоя решает помочь Нагисе обрести новых друзей.
В зависимости от принятых игроком решений на этом моменте Томоя сосредотачивается на истории одного из персонажей, и происходит ветвление игры на сюжетные арки.

### Персонажи
Томоя Окадзаки (яп. 岡崎朋也 Окадзаки Томоя) — главный герой-рассказчик. Томоя постоянно проживает с отцом-алкоголиком, переживающим депрессию из-за смерти жены. Во время одного из пьяных дебошей отец Томои нанёс сыну травму, по причине которой тот прекратил заниматься баскетболом. Герой редко посещает школу, что создало ему репутацию неблагополучного ученика. Имеет близкого друга — Ёхэя Сунохару, в обществе которого проводит много времени.
Сэйю: Кэндзи Нодзима (радиопостановка, фильм), Юити Накамура (телесериал).
Нагиса Фурукава (яп. 古河渚 Фурукава Нагиса) — главная героиня, ученица третьего класса, с детства отличающаяся очень слабым здоровьем, из-за чего была вынуждена целиком пропустить один учебный год. Является поклонницей вымышленного аниме «Большая семья данго», которое любит благодаря семейной атмосфере в нём. Живёт вместе с родителями (Санаэ и Акио Фурукавой), владеющими булочной. Поскольку все её прежние одноклассники успели окончить школу в срок, первоначально не имеет друзей, и Томоя становится первым за долгое время, кто попытался завязать отношения с ней. Вместе с Томоей она пытается восстановить театральный кружок, закрытый в школе из-за непопулярности. Героям удаётся возобновить работу кружка, после чего Томоя решает признаться в любви Нагисе, ответившей согласием на его чувства. В событиях «After Story» Нагису вновь поражает болезнь, из-за чего она снова остаётся на второй год. В следующем году ей всё же удаётся окончить школу, и они с Томоей сочетаются браком, после чего выясняется, что Нагиса беременна. Выносив девочку, которой дали имя Усио, она умирает во время родов. Не в силах справиться с потерей жены, Томоя впадает в депрессию на пять лет, но осознав, что повторяет ошибки собственного отца, возвращается к нормальной жизни и начинает заботиться о дочери. Однако вскоре та же болезнь уносит жизнь и Усио, которая умирает на руках у Томои. В истинной концовке игры Томоя переносится в мир, где Нагиса и Усио остаются живы.
Сэйю: Маи Накахара.
Кё Фудзибаяси (яп. 藤林杏 Фудзибаяси Кё:) — ученица второго класса. Имеет сестру-близнеца — Рё Фудзибаяси, являющуюся старостой класса Томои и тайно влюблённую в него. Пытается защищать сестру, отличающуюся мягким характером, от любых опасностей. Кё решает дать возможность Рё сблизиться с Томоей, для чего помогает в организации их свиданий и совместного времяпрепровождения. Наблюдая за этим, Томоя осознаёт положительные черты Кё, влюбляется в неё и однажды практически целует её. Слух о несостоявшемся поцелуе распространяется по школе, и Кё сознательно начинает избегать Томою, а также пытается встречаться с Сунохарой. Однако вскоре Ёхэй понимает, что девушка испытывает чувства не к нему, а к самому Томое. Главный герой, осознав, насколько сильную боль причиняет Кё, решает признаться ей в любви, в ответ та рассказывает, что решила подавить в себе это чувство ради сестры, и не желает счастья, если оно причинит боль Рё. Тем не менее Томоя пытается разорвать свои отношения с Рё, на что та даёт своё согласие, поскольку понимала чувства и его, и своей сестры. В истинной концовке Рё заводит роман с Каппэем Хиираги, с которым сблизилась во время его лечения от остеосаркомы.
Сэйю: Рё Хирохаси.
Котоми Итиносэ (яп. 一ノ瀬ことみ Итиносэ Котоми) — ученица второго класса. Благодаря успехам в учёбе считается гением. Учится отдельно от прочих учеников в библиотеке, где её встречает Томоя. После нескольких встреч главный герой начинает пропускать собственные занятия, чтобы побыть вместе с Котоми. Он решает помочь ей с социализацией в школе, для чего знакомит её с другими девушками. Спустя некоторое время Томоя вспоминает, что раньше уже был знаком с Котоми, и узнаёт, что её родители, бывшие всемирно известными физиками-теоретиками, погибли в авиакатастрофе. Увидев автомобильную аварию по дороге в школу, Котоми впадает в депрессию, преодолеть которую ей помогает Томоя. В финале сюжетной арки опекун Котоми дарит ей на день рождения чемодан, который был с её родителями в момент гибели. В нём вместо лежавшей там ранее рукописи magnum opus родителей оказывается плюшевый мишка, которого отец готовил в подарок Котоми на день рождения.
Сэйю: Мамико Ното
Томоё Сакагами (яп. 坂上智代 Сакагами Томоё) — ученица второго класса, недавно переведённая в Хикаридзаку. Отличается большой силой, из-за чего в школе распространяются слухи о её жестокости. Впервые встречается с Томоей после выигранной ею драки против байкеров-хулиганов, вторгшихся на территорию школы. Из-за своей силы Томоё становится объектом преследования Сунохары, который пытается доказать, что женщина не может быть сильнее мужчины, однако постоянно терпит поражения в драках с ней. Постоянным наблюдателем этих поединков становится Томоя, который постепенно сближается с девушкой. Томоё рассказывает ему, что намеревается стать президентом школьного ученического совета, чтобы в дальнейшем организовать кампанию по защите от вырубки деревьев сакуры, которые считает важными для жителей города и членов своей семьи. Томоя помогает девушке организовать предвыборную кампанию, увеличивая её популярность среди учащихся, что позволяет ей победить в голосовании и занять желаемый пост. После втайне от окружающих главный герой начинает встречаться с Томоё, но вскоре это становится достоянием общественности. Томоё настоятельно рекомендуют прекратить связь с юношей и сосредоточиться на деятельности главы совета. Испытывая угрызения совести, Томоя решает расстаться с ней. Спустя восемь месяцев Томоё признаётся ему, что даже не мыслит себя с кем-то другим и готова на всё ради него, после чего они решают возобновить свой роман.
Сэйю: Хоко Кувасима.
Фуко Ибуки (яп. 伊吹風子 Ибуки Фу:ко) — ученица первого класса. Впервые главный герой встречает её за резьбой по дереву фигурок в виде морских звёзд, которые она дарит другим учащимся школы в качестве приглашения на свадьбу собственной старшей сестры — Коко Ибуки. Томоя решает помочь Фуко сделать 700 таких украшений по числу учеников, но начинает замечать странности в поведении девушки, которая всё время проводит в школе. Нагиса также соглашается помочь Фуко и временно селит её в доме своих родителей, которые также начинают помогать ей. Пытаясь разузнать больше о Фуко, Томоя узнаёт от её сестры, что девушка на самом деле уже несколько лет находится в коме после автомобильной аварии, которая произошла с ней в первый же учебный день в старшей школе. Вскоре Томоя замечает, что ученики начинают игнорировать Фуко, раздающую украшения, поскольку не могут её видеть, а те, кто получил приглашение на свадьбу, также начинают забывать о существовании девушки. Постепенно память о ней теряют даже родители Нагисы, но Томоя продолжает помогать Фуко и организует свадьбу её сестры прямо на территории школы. В день бракосочетания ученики вспоминают о данном Фуко обещании и всё же приходят на празднование. На нём Фуко вручает фигурку звезды своей сестре, которая прежде не могла её видеть, после чего исчезает из школы. Позже, проведя семь лет в коме, Фуко приходит в себя.
Сэйю: Ай Нонака.

## Разработка
Идея создания нового визуального романа Clannad появилась у сценариста компании Key Дзюна Маэды сразу же после выпуска предыдущей игры от этого разработчика — Air. По признанию автора, в Air он сумел добиться всего, что хотел во время старта того проекта, но, проанализировав свою работу со стороны, понял, что визуальный роман оказался довольно трудным для восприятия игроков. Исходя из этого, сценарист решил в новой игре постараться избежать повторения тех же ошибок и сделать её более доступной для широкой публики. Ключевой идеей будущей работы он избрал концепцию связей между людьми в небольшом городке и решил не стремиться написать единую до конца историю, составленную из нескольких сюжетных арок, как вышло в случае Air.
Продюсер Visual Art’s Такахиро Баба, курировавший деятельность Key с момента её основания, на сей раз полностью взял на себя все функции по продвижению новой игры на рынке, согласившись минимально влиять на содержание произведения. Помощь Маэде по сценарию оказывали Кай и Юити Судзумото, а Тоя Окано принимал также участие в создании побочных историй. Как и в предыдущих работах компании, дизайном персонажей заведовала Итару Хиноуэ; Миракл Микипон, Синори, Мотисукэ и На-Га отвечали за создание сценических изображений, а Торино был занят созданием фоновых рисунков. Музыкальное сопровождение было создано Синдзи Орито и Магомэ Тогоси, которым на некоторых этапах помогал Дзюн Маэда. Он же был ответственным за тексты тематических песен игры.
Со старта работ, поняв, что новый подход Маэды уменьшает число возможных ветвлений сюжета, команда разработчиков решила увеличить уровень сложности игры другими способами. Была предложена концепция постепенного раскрытия сценариев, которые располагались бы в определённой последовательности прохождения и становились бы доступными для игрока после окончания другой сюжетной арки, за которую игрок получал бы «сферу света». Планировалось также добавить в визуальный роман некоторое количество собираемых предметов, подобно ролевым играм, но от подобного шага было решено отказаться, так как разработчики посчитали, что это будет сильно отвлекать игрока от основной истории.
Маэда предполагал, что, как и в предыдущих его работах, в сценарии будет задействовано большое количество персонажей, но по ходу написания этого произведения их число увеличилось вдвое по сравнению с первоначальной задумкой. После составления основы сюжета, построенного на сюжетной арке Нагисы, Судзумото и Кай занялись дальнейшим расширением истории, и объём текстового сценария также увеличился с 250 Кбайт до 600. Тем не менее основу истории продолжала составлять арка Нагисы, из-за чего Такахиро Баба рассматривал такой фокус на одной героине как чрезмерный и, вспоминая аналогичных случай в Air с Мисудзу Камио, попросил Маэду минимизировать разницу в объёме её арки с другими персонажами. Однако просьба была проигнорирована сценаристом, который был уверен в конечном результате.
Тем не менее Маэда опасался утраты атмосферы «школьной романтики» в произведении по причине обилия в сюжете трудных тем и поэтому решил разделить сценарий на две половины — «School Life» и «After Story». В первой из них фокус делался на чуть больший элемент комедии, и Нагиса представала в нём как слабая девушка; в «After Story» же, напротив, героиня начинала проявлять и сильные черты характера, а фабула разворачивалась преимущественно по драматическому пути. Маэда многократно переписывал кульминационную сцену родов, поскольку хотел донести до читателя, что считает поведение героев, решивших, что Нагисе со слабым здоровьем не нужно обращаться в больницу, не проявлением силы, а выраженным эгоизмом. В целом же рассказ рассматривался сценаристом как демонстрация постепенного роста Нагисы и Томои над самими собой, словно «поход к вершине холма». Как и в предыдущих работах Key, авторы сценария стремились подчеркнуть сильное влияние семейного фактора на развитие всей истории.
При проработке характера главного героя Маэда решил рассматривать его как сильного персонажа, но движимого вперёд лишь «слепой романтикой», подчеркнув его ленивый образ жизни. Положительные и отрицательные качества этого персонажа в кульминационные моменты автор решил обострить до предела, что, по его мнению, демонстрировало бы игроку старание главного героя, которое было непохоже на действия предыдущих мужских протагонистов визуальных романов компании. Комические сцены с Томоей прописывались авторами по принципу «что угодно, лишь бы получилось весело».
После развития побочных историй, помимо Нагисы, больший вес получили и другие женские персонажи. Сюжетная арка Кё первоначально требовала от игрока распределения внимания между ней и её сестрой Рё, однако по результатам тестирования было выяснено, что такой подход был сложен для игроков, и Рё получила собственную побочную историю. Кроме того, при создании сюжетных арок сценаристы намерено увеличивали роль второстепенных для конкретной истории персонажей. Это делалось во избежание ошибки Air, в котором после прохождения сюжетной арки какого-то персонажа его дальнейшее участие в общей истории сводилось к минимуму. Помимо Кё, были добавлены сюжетные арки Котоми, Томоё и Фуко, а также планировалось включить Юкинэ Миядзаву в число главных героинь. Однако в ходе составления сценарного плана Маэда не смог увидеть опций для планомерного развития её истории, и она так и осталась второстепенным персонажем, хотя была добавлена на обложку игры и в открывающий видеоролик. Из мужских персонажей Сунохара рассматривался с самого начала как комический герой, а Каппэй — как «юноша, которому уготована внезапная смерть». Тем не менее в дальнейшем Каппэй получил ключевую роль в истории Рё. После окончания написания сценария сценаристы приступили к сведению его воедино, очистке от нестыковок в побочных историях и уменьшению сложности.
Итару Хиноуэ по сравнению с визуальными романами Air и Kanon решила несколько отойти от своего привычного стиля изображения женских персонажей при подготовке эскизов их дизайна и попытаться сделать внешний вид героинь чуть более соответствующим их реальному возрасту, что в особенности касалось взрослых женщин. За основу их костюмов в отличие от предыдущих работ была взята реальная японская школьная форма с матросками и пиджаками светлого окраса, в качестве альтернативы этому рассматривались и варианты с жилетами и жакетами. Причёска Нагисы изначально задумывалась как содержащая две «антенны» (яп. 触角 Сёккаку) для подчёркивания несерьёзности персонажа; аналогичный приём был использован и при создании визуального образа её матери, чтобы обозначить их родство и близость характеров, но количество «антенн» в её случае было увеличено до трёх. В отличие от других героинь выражение лица Нагисы после обсуждения со сценаристами было решено сделать менее взрослым по сравнению с предварительными эскизами.
Окончательно работа над визуальным романом была завершена только в 2004 году, на два года позже первоначально определённого срока. По признанию Маэды, он был уверен, что никогда больше не решится на создание такой большой игры, поскольку персонал Key считал, что из-за столь затратного и длительного ведения проекта, какое имело место в Clannad, компания может стать финансово несостоятельной.

## Издания
| Системные требования | Системные требования    | Системные требования    |
| -------------------- | ----------------------- | ----------------------- |
|                      | Рекомендации            |                         |
| Microsoft Windows    |                         |                         |
| ОС                   | Windows 2000, XP, Vista | Windows 2000, XP, Vista |
| ЦПУ                  | Pentium III (1 GHz)     | Pentium III (1 GHz)     |
| Объём ОЗУ            | 256 MB                  | 256 MB                  |
| Место на диске       | 5 GB                    | 5 GB                    |
| Видеокарта           | Поддержка DirectX 5.0   | Поддержка DirectX 5.0   |

Впервые игра была анонсирована в 2001 году, причём предварительная дата выпуска по планам Key была намечена на 2002 год. После нескольких переносов окончательно Clannad был издан в ограниченной версии для PC 28 апреля 2004 года на DVD-носителе, в которую был включён ремиксовый альбом Mabinogi. 6 августа того же года в продажу поступило и стандартное издание визуального романа. 23 февраля 2006 года состоялось первое портирование игры, осуществлённое компанией Interchannel на платформу PlayStation 2. Позже эта версия Clannad была переиздана в рамках категории игр «The Best».
29 февраля 2008 года состоялся новый выпуск игры, в которую были добавлены озвученные за исключением протагониста реплики героев, а также установлена поддержка операционной системы Windows Vista. Позже, в 2009 году, Clannad включался в сборники игр компании Key — Key 10th Memorial Box и Key 3-Part Work Premium Box для PlayStation 2 (вместе с Air и Kanon). 28 мая 2010 года визуальный роман вновь был переиздан под названием Clannad Memorial Edition в версии, совместимой с Windows 7. Озвученная версия игры также была портирована компанией Prototype в 2008 году на платформу Xbox 360 и PlayStation Portable, а в 2011 году — на PlayStation 3. В 2013 году последняя портированная версия была добавлена в магазин PlayStation Store. К десятилетию визуального романа 14 августа 2014 года Prototype была издана версия для PlayStation Vita, а 14 июня 2018 года — для PlayStation 4, содержавшая, помимо оригинального текста, и английский перевод.
Помимо персональных компьютеров и игровых приставок, с 2007 года Clannad начал продвижение и на рынок игр для сотовых телефонов, впервые появившись в январе 2008 года в сервисе FOMA компании мобильной связи SoftBank. В 2012 году Prototype был произведён выпуск игры для Android.
Как и другие игры компании, первоначально Clannad не планировался к выпуску за пределами Японии. По инициативе американского издателя визуальных романов Sekai Project в ноябре 2014 года была запущена кампания по сбору средств для лицензирования игры на краудфандинговой площадке Kickstarter, и спустя сутки после её начала необходимая сумма в объёме 140 тысяч долларов США была достигнута. Общий сбор на Kickstarter составил 541 тысячу долларов, за которые Sekai Project пообещали также выпустить перевод визуального романа на основе ранобэ Hikari Mimamoru Sakamichi de. 23 ноября 2015 года перевод игры на английский язык был официально добавлен в сервис цифровой дистрибуции Steam, а 2 июня 2016 года это же было сделано для Hikari Mimamoru Sakamichi de.

## Популярность
Сразу после выпуска в национальном рейтинге бисёдзё-игр по версии онлайн-журнала PCNEWS ограниченное издание Clannad в течение второй половины апреля и первой половины мая удерживало первое место по текущим продажам среди визуальных романов, однако позже игра опустилась на 46-е место. Стандартное издание в том же году сумело подняться на 26 строчку того же перечня в момент издания, но после также опустилась в четвёртый десяток. По итогам 2004 года было реализовано чуть более 100 560 копий игры, что стало вторым по объёму продаж результатом в году среди визуальных романов — первое место заполучил Fate/stay night, проданный в количестве 146 тысяч копий. Озвученная версия игры после издания также попадала в рейтинг лидеров продаж, занимая в нём 7 и 20 позиции в феврале и марте 2008 года соответственно. К 18 апреля 2011 года только на консолях было реализовано 113 тысяч копий игры.
Согласно рейтингу, составленного журналом Dengeki G's Magazine в 2007 году, Clannad занял первое место среди популярных визуальных романов за всю историю, опередив Fate/stay night. Кроме того, визуальному роману удалось быть представленным и в других рейтингах. В 2008 году по версии Dengeki Online Clannad был назван второй по способности вызывать слёзы игрой за всю историю, уступив лишь Final Fantasy X, в 2011 году в аналогичном рейтинге Famitsu ему досталось четвёртая позиция. По данным газеты Майнити симбун, женская школьная форма из игры Clannad для косплея стала второй по объёму продаж в Японии в 2008 году — первой стали комплекты одежды по дизайну аниме «Евангелион». Популярность визуального романа привела к появлению большого количества сопутствующих товаров для фанатов (дакимакур, фигурок персонажей и иной продукции), а также созданию многочисленных додзинси.
Персонажи Clannad неоднократно были использованы и в различных игровых проектах. В сентябре 2008 года издательством ASCII Media Works был выпущен визуальный роман Nogizaka Haruka no Himitsu: Cosplay Hajimemashita, где персонажи игры могли заниматься косплеем Нагисы Фурукавы, Котонэ Итиносэ и Томоё Сакагами. В массовой многопользовательской социальной онлайн-игре Ai Sp@ce от разработчика Headlock героини Clannad были представлены в виде доступных для выбора персонажей.
25 ноября 2005 года Key был выпущен визуальный роман Tomoyo After: It’s a Wonderful Life, являющийся продолжением сюжетной арки Томоё Сакагами в Clannad.

## Ранобэ
В качестве дополнения к основному сюжету визуального романа сценаристами Key было подготовлено 14 рассказов, которые были опубликованы в период с сентября 2004 года по октябрь 2005 года в журнале Dengeki G's Magazine издательства ASCII Media Works. Из-за формата журнальной публикации редакторами работы были установлены жёсткие требования к объёму историй. По словам Дзюна Маэды, это условие стало проблемным для Юити Судзумото, которому приходилось из-за него неоднократно переписывать собственный текст. Авторы решили не вводить искусственные конфликты в истории, оканчивавшиеся без каких-либо проблем, и потому часть персонажей осталась нетронутой ими в рассказах. Маэда в числе наиболее яркой собственной работы в этой серии выделил историю о Нагисе, которая сумела выжить после родов и жила дальше вместе с Томое и своим ребёнком. Судзумото создал рассказ о Котоми, в котором пытался сделать фокус не на романтических отношениях героини, а на установлении ею связей с окружающими людьми — эту идею сценарист хотел реализовать ещё с момента работы над оригинальной игрой. Кай в своих рассказах решил сосредоточить большее внимание на Кё, которую, по его словам, пытался представить в образе цундэрэ с несколько мужским обликом. Дополнительные истории получили также Томоё, Рё, Коко и Фуко Ибуки, Сунохара, Акио Фурукава и Юкинэ Миядзава.
Иллюстратором к этой работе выступил GoToP, который решил создать оформление в собственном стиле, хотя и пытался предварительно изучить манеру рисования Итару Хиноуэ. По его признанию, наиболее сложной для передачи оказалась Котоми, поскольку GoToP не понимал, как устроена причёска героини, и не мог представить, как именно необходимо изобразить её в движении. Из-за одновременной занятости в нескольких других проектах иллюстратор испытывал трудности с выполнением своей работы в срок, однако сумел полностью в него уложиться. 25 ноября 2005 года все истории, а также два дополнительных коротких рассказа были объединены и изданы в одном томе ранобэ под названием Official Another Story Clannad: Hikari Mimamoru Sakamichi de.
В январе 2008 года началось распространение книги в сервисе FOMA компании мобильной связи SoftBank. В 2010 году состоялся её выпуск на платформе PlayStation Portable в виде визуального романа, представлявшего собой текст, наложенный на иллюстрации GoToP, от издательства Prototype. В 2011 году этот же материал был добавлен в перечень загружаемого контента к версии Clannad для PlayStation 3 и Android. Помимо Official Another Story Clannad: Hikari Mimamoru Sakamichi de, было опубликовано несколько антологий рассказов независимых авторов, основанных на сеттинге и персонажах оригинальной игры.

## Манга
На основе сюжета оригинальной игры Clannad было создано несколько манга-адаптаций, первой из которых стала Clannad Official Comic, подготовленная мангакой Юри Мисаки по сюжетной арке Нагисы. Выпуск данной серии производился в журнале Comic Rush издательства Jive в период с мая 2005 по апрель 2009 года, позже главы истории были объединены и изданы в восьми танкобонах. По материалам ранобэ была создана манга Clannad: Hikari mimamoru Sakamichi de, проиллюстрированная Рино Фудзии и изданная в журнале Comi Digi + компании Flex Comix в 2008 году в двух томах. Помимо основного издания этой серии, был произведён специальный ограниченный выпуск с иным дизайном обложек, содержавший несколько дополнительных глав.
Перед началом трансляций аниме-сериала в 2007 году на основе его сюжета в журнале Dengeki G's Magazine издательства ASCII Media Works была запущена серия манги Clannad с иллюстрациями мангаки Ся. С 2009 года её выпуск был продолжен в Dengeki G's Festival! Comic, где и завершился 28 апреля 2014 года; в сумме под общим лейблом Dengeki Comic серия была издана в пяти танкобонах. Последней официальной серией манги стал ваншот Clannad: Tomoyo Dearest, созданный Юкико Симиёси на основе сюжетной арки Томоё. Публикация танкобона осуществлялась в журнале сёнэн-манги Dragon Age Pure издательства Fujimi Shobo в 2008 году.
Также на основе сеттинга произведения в трёх танкобонах издательством Harvest в 2008—2009 годах были выпущены комедийная ёнкома Clannad. (яп. くらなど。), выполненная в тиби-стилистике, и несколько антологий додзинси.

## Аниме

### Фильм
23 марта 2006 года студия Toei Animation на выставке Tokyo International Anime Fair объявила о том, что приступила к созданию анимационного фильма Clannad. Режиссёром картины стал ранее поставивший кинематографическую версию Air Осаму Дэдзаки, решивший сохранить состав своей команды от предыдущего проекта: роль сценариста вновь получил Макото Накамура, а адаптацией дизайна персонажей занималась Мэгуми Кадоносомо. Сюжет произведения решено было сделать вольным изложением сюжетной арки Нагисы, в которой сценарист хотел подчеркнуть главным образом атмосферу первоисточника. Из-за ограничения по продолжительности картины часть персонажей была полностью удалена из основной истории или ограничилась эпизодическими появлениями без реплик. Сэйю были утверждены без предварительного прослушивания на основе актёрского состава, участвовавшего в записи радиопостановки Clannad: роль Томои Окадзаки досталась Кэндзи Нодзиме, Нагисы Фурукавы — Май Накахаре, для которой этот фильм стал первым в карьере.
10 марта 2007 года стартовала рекламная кампания фильма, в которой также участвовали косплееры в Акихабаре. Премьера состоялась в токийском мини-театре Ikebukuro Cinema Sunshine 15 сентября 2007 года, а сами показы картины продолжались на различных площадках вплоть до декабря того же года. 7 марта 2008 года состоялось издание фильма на DVD-носителе в трёх изданиях: стандартном, коллекционном и специальном, которое содержало бонусную радиопостановку. Сразу после выпуска записи фильма стали третьими по объёму продаж аналогичной продукции в первом квартале марта, уступив лишь аниме «Жемчуг дракона», однако ко второй половине месяца покинули первую десятку этого рейтинга по версии Oricon. Картина была лицензирована и выпущена в 2011 году на территории Северной Америки компанией Sentai Filmworks.

### Сериал
Студия Kyoto Animation после удачной адаптации другого визуального романа компании Key Air и предварительного согласия с Visual Art's о продолжении совместной работы начала подготовку к экранизации Clannad ещё в 2005 году под руководством режиссёра-постановщика Тацуи Исихары. Однако вскоре группе мультипликаторов было озвучено, что продюсерами принято решение о повторной экранизации более ранней игры компании Key — Kanon, а проект Clannad откладывается на более поздний срок. Осенью 2006 года аниме-сериал Kanon был завершён, и коллектив, сохранившийся в полном составе ещё с Air, приступил к адаптации Clannad. Должность сценариста вновь досталась Фумихико Симо, а Кадзуми Икэде доверили руководство мультипликацией и дизайном персонажей.
По словам Исихары, из-за большой продолжительности оригинальной игры в Kyoto Animation долго обсуждалось, какие именно сюжетные арки и в каком объёме необходимо экранизировать. Рассматривался также вариант попытаться объединить истории всех героинь воедино, как это было сделано при адаптации Kanon, но такой подход был отвергнут по причине его дороговизны и слишком большого количества персонажей. В итоге студия решила остановиться на формате, аналогичном визуальному роману, и разбить сериал на два сезона, первый из которых будет посвящён событиям «School Life», а второй — соответственно «After Story». Исихара решил, что правильным ходом будет завершить первый из сезонов на сюжетной арке Нагисы со сценой признания в любви. Базисом этого сезона была выбрана идея возрождения театрального кружка, в который намеренно вводили второстепенных персонажей, незадействованных в этой ветке фабулы первоисточника.
Фумихико Симо при написании сценария работы исходил из того, чтобы история Clannad была понятна не только игрокам, знакомым с визуальным романом, но и неподготовленным зрителям, в том числе и зарубежным. Режиссёр отмечал, что в предыдущих двух адаптациях юмористические сцены частично сокращались ради более содержательных диалогов, но в Clannad он решил более тщательно следовать авторскому слову. Потому Симо получил от Исихары указание сбалансировать комедийные и драматические сцены в сюжете и, выполняя это поручение, старался равномерно распределить их внутри серий. По словам сценариста, наиболее проблемным при таком подходе оказалось всё, связанное с Сунохарой, поскольку персонаж играл исключительно комическую роль. Сцены, происходившие между этим персонажем и Томоё, Симо сравнил с противостоянием главных героев мультсериала «Том и Джерри». Исихара отмечал трудность адекватной передачи юмора первоисточника, потому что, на его взгляд, при чтении шутки героев не могли остаться незамеченными даже после серьёзных сцен. В мультипликационной же версии наиболее яркими ему представлялись шутки, связанные с физическим насилием, однако их количество было уменьшено ради соответствия темпу восприятия зрителем общей истории.
Основными темами, которые стремился раскрыть Исихара, были проблематика семейных отношений персонажей и романтическая линия между Нагисой и Томоей. Режиссёр планировал захватить в выбранную сюжетную канву как можно больше драматических сцен и сюжетных поворотов и из других сюжетных арок, но Симо посчитал это не слишком удачным решением. Сценарист также отмечал, что оригинал изобиловал продолжительными сценами, трудными для передачи в формате двадцатиминутной серии. Исихара ставил в приоритет соответствие сюжета экранизации оригиналу, но также решился на ввод нескольких дополнительных сцен. Наиболее удобной для подобных вставок из побочных героинь, по мнению Симо, оказалась Фуко, в образе которой им была подчёркнута её сущность как призрака. В ряде сцен для лучшего понимания аудиторией Томое были добавлены не существовавшие в первоисточнике знания о прошлом некоторых героинь, которые раскрывались лишь в соответствующих сюжетных арках. Также режиссёр отмечал, что планировалось чуть лучше раскрыть историю Кё, но сюжетная линия Нагисы всё равно осталась доминирующей.
К началу работ над «After Story» Исихара понял, что в первом сезоне он допустил некоторые недочёты, а также хотел бы иначе расставить акценты над второстепенными персонажами, но решил не изменять выбранной стратегии экранизации. По мнению сценариста, именно «After Story» делала Clannad уникальным визуальным романом, потому адаптация её сюжета велась более тщательно, нежели в первом сезоне, где было вырезано множество сцен. Симо стремился подчеркнуть в «After Story» изменения в характере персонажей. Эта же задача была поставлена и перед Икэдой, которая решила постепенно уменьшать размер глаз героев, чтобы придать их лицам более взрослое выражение. При проработке дизайна персонажей Икэда взяла за основу опыт адаптации Kanon, в который внесла незначительные изменения.
Основной состав сэйю персонажей был сохранён с предыдущих работ, но роль Томои на сей раз досталась Юити Накамуре. Для лучшего понимания образов сэйю, помимо сценария, дополнительно изучали текст визуального романа, который вскоре им предстояло озвучивать. Май Накахара вспоминала, что первоначально Нагиса показалась ей слащавой и расслабленной героиней, которая чрезвычайно слаба и глупа, но позже актриса поняла, что этот внешний образ сочетается с сильной и упрямой натурой. По словам сэйю, ей было трудно передавать плач Нагисы, поскольку ситуации, приводящие к такой эмоциональной реакции персонажа, не вызывали у неё тех же чувств. От режиссёра звукозаписи Накахара получила указание отыгрывать смену эмоций героини через интонацию, а не вставками текста в реплики, и делать это как можно более осторожно. Преимущественно озвучивание проводилось с каждым актёром индивидуально, но в некоторых случаях была применена и групповая запись.
Первый анонс будущей адаптации состоялся 15 марта 2007 года по окончании финальной серии экранизации Kanon. Показ первого сезона сериала стартовал 4 октября 2007 года на телеканалах BS-i, TBS, MBS и CBC и продолжался до 27 марта 2008 года, за этот период было продемонстрировано двадцать две серии из запланированных двадцати четырёх. Финальная серия первого сезона была представлена как специальный выпуск. С декабря 2007 по июль 2008 года сериал был издан на восьми DVD-дисках, в последний из которых была добавлена OVA-серия по сюжетной арке Томоё Сакагами. Сезон «After Story» вышел в телеэфир 3 октября 2008 года на тех же телеканалах и вновь состоял из двадцати трёх серий, которые демонстрировались до 26 марта 2009 года. В издание этого сезона на DVD также была добавлена одна OVA, на сей раз являвшаяся адаптацией истории Кё Фудзибаяси. В этом сериале за роль матери Нагисы — Санаэ Фурукавы — сэйю Кикуко Иноуэ была удостоена премии Seiyu Awards как «Лучшая актриса второго плана».
В рейтингах текущих продаж аниме-продукции DVD-диски с записями обоих сезонов в момент своего выпуска неизменно входили в десятку лидеров японского рынка, периодически даже возглавляя его. Во время демонстрации обоих сезонов адаптация Kyoto Animation максимально занимала соответственно вторую и третью позиции рейтинга популярности по версии журнала Newtype, кроме того, в десятку наиболее популярных женских персонажей в этот же период входила Нагиса Фурукава. В 2010 и 2011 году состоялся выпуск полных записей сезонов на носителе Blu-ray Disc.
За пределами Японии сериал был лицензирован на территории Китайской Республики компанией Proware Multimedia International, в Австралии и Новой Зеландии — Siren Visual, в Великобритании — Manga Entertainment, в Германии — FilmConfect, в странах Северной Америки — Sentai Filmworks.

## Музыка и радиопостановки
В декабре 2003 года ещё до официального выпуска визуального романа звукозаписывающая компания Key Sounds Label издала character song альбом Sorarado, содержавший 6 песен в исполнении певицы Рии. Она же вместе со своей группой Eufonius позже представила две закрывающие («Kage Futatsu» и «Chiisana Tenohira») и открывающую («Mag Mell») композиции игры. Помимо них, в состав визуального романа была включена песня «Ana», исполненная J-pop певицей Лией, и несколько лейтмотивов для центральных персонажей. Одновременно с началом продаж игры состоялся выпуск ремиксового альбома её фоновой музыки, озаглавленный Mabinogi. Полное музыкальное сопровождение визуального романа было объединено в альбом Clannad Original Soundtrack из трёх компакт-дисков и издано Key Sounds Label 13 августа 2004 года. В декабре 2004 года совместно с Рией был выпущен альбом Sorarado Append, музыка к которому была сочинена Дзюном Маэдой и Магомэ Тогоси, а также ещё один сборник ремиксов Memento, содержавший треки оригинального саундтрека в обработке различных музыкантов. В декабре 2005 года к зимнему Комикету был подготовлен альбом в фортепианной аранжировке Piano no Mori, где, помимо композиций Clannad, содержались несколько треков из спин-оффа Tomoyo After: It's a Wonderful Life.
В 2007 году состоялось издание на компакт-дисках двух радиопостановок, получивших название Clannad. Первая из них была выпущена компанией Frontier Works и состояла из пяти дисков, посвящённых историям Нагисы, Котоми, Фуко, Кё и Томоё, поступавших в продажу по отдельности с 25 апреля по 24 августа. Вторая серия из четырёх дисков была подготовлена Prototype на основе некоторых рассказов ранобэ Official Another Story Clannad: Hikari Mimamoru Sakamichi de. Данная радиопостановка была доступна для скачивания в сервисах цифровой дистрибуции Xbox Live и PlayStation Store как загружаемый контент к консольным версиям игры.
Перед началом проката анимационного фильма группой Eufonius был выпущен сингл «Mag Mell (frequency⇒e Ver.)», являвшийся ремиксом открывающей композиции игры, а исполнительница закрывающей песни — Лия — представила новый character song альбом Yakusoku. Вместе с треками, написанными композитором картины Ёситикой Иноматой, эти песни составили альбом Gekijouban Clannad Soundtrack, поступивший в продажу 21 ноября 2007 года.
К выпуску первого сезона аниме-сериала в том же 2007 году на интернет-каналах Bandai Channel and Animate TV была запущена веб-радиопередача Nagisa to Sanae no Omae ni Rainbow с сэйю Май Накахарой (Нагиса Фурукава) и Кикуко Иноуэ (Санаэ Фурукава) в качестве ведущих, а также других актёров озвучивания как приглашённых гостей. Вещание производилось еженедельно с 5 октября 2007 по 3 октября 2008 года — за это время в эфир вышло 52 выпуска, которые были изданы на четырёх компакт-дисках в начале 2009 года. С 10 октября 2008 по 10 апреля 2009 года на тех же каналах параллельно трансляции второго сезона сериала выпускалась другая радиопередача — Nagisa to Sanae to Akio no Omae ni Hyper Rainbow, где состав ведущих был расширен за счёт приглашения Рётаро Окиаю (Акио Фурукава). Всего было произведено 26 выпусков, которые также были изданы на носителях в 2009 году.
Музыкальное сопровождение сериала Kyoto Animation было составлено целиком из треков, выпущенных ранее для визуального романа. Открывающей композицией вновь стала песня «Mag Mell», а закрывающей — «Dango Daikazoku» в исполнении певицы Тяты на музыку Дзюна Маэды. Во втором сезоне эти музыкальные темы были заменены на «Toki o Kizamu Uta» и «Torch» соответственно, каждая из которых была представлена Лией. Открывающие композиции обоих сезонов были выпущены Key Sounds Label в качестве синглов и занимали 18 и 13 максимальную позицию в чарте Oricon.

## Критика

### Визуальный роман
При оценке Clannad как компьютерной игры обозреватели подчёркивали, что он является классикой своего жанра и полностью оправдывает возложенные на него ожидания. Структура с большим количеством ветвлений по вариантам выбора была признана традиционной для визуальных романов и обеспечивающей игроку от 80 до 300 часов чтения в зависимости от тщательности прохождения за счёт побочных историй. Однако, по мнению критиков, недостатками игры были излишне долгий переход к «After Story», как наиболее интересной её части. Также как проблему расценили отсутствие указаний на необходимость повторного прочтения некоторых сюжетных арок для получения истинной концовки игры и новых сцен, хотя для некоторых из них необходимо было соблюдать определённую последовательность чтения предыдущих историй. Интерфейс игры был признан простым и понятным игроку, и кроме того, дополнительным преимуществом международной версии была названа добавленная в игру «Дангопедия». Перевод же игры на английский язык был отмечен как содержащий большое количество опечаток, в тексте которого стилистически ощущалось, что отдельные сюжетные арки переводили совершенно разные люди. Визуальная составляющая получила противоречивую оценку из-за вновь использованной моэ-стилистики, которая, по словам рецензентов, «была способна отпугнуть даже некоторых фанатов аниме», но при этом подчёркивалось неплохое качество фоновых изображений. Работа сэйю также получила положительные отзывы.
Визуальный роман получил от критиков журнала Famitsu 26 баллов из 40 возможных.

### Сюжет и персонажи
Сюжет произведения получил большое число положительных отзывов от рецензентов, рассматривавших его относительно предыдущих работ компании Key и использования клише, характерных для аниме-индустрии. Как и в случае прежних работ Дзюна Маэды, отмечалось, что Clannad относится к поджанру визуальных романов «накиге», целью которых является доведение читателя до слёз за счёт сильного сопереживания персонажам. При этом ряд обозревателей подчёркивал, что такой подход сценариста является сознательной манипуляцией, фабула которой построена по определённой структуре, повторяемой им ещё с ранних игр этой компании. По мнению писателя Кокоро Сато, единственным принципиально новым для Маэды в Clannad сюжетным решением стала концовка Котоми Итиносэ, а все остальные ходы, становившиеся условием для начала драматического развития событий в арках, в том или ином виде уже имели место в Air или Kanon.
Тим Джонс в рецензии для портала THEM Anime представил общую нарративную структуру, характерную для работ Key и наиболее ярко проявившую себя в Clannad. На его взгляд, после завершения экспозиции персонажей наблюдается некоторый период демонстрации развития отношений между главным героем и выбранной девушкой, в ходе которого начинают проявляться отдельные факты из её предыстории, служащие основой конфликта в сюжетной арке. Терон Мартин и Карл Кимлингер из Anime News Network отмечали, что все девушки в работах Key непременно имеют какой-то внутренний надлом или скрытую проблему и только и ждут главного героя, который «отбрасывает свой проявленный ранее цинизм и пытается излечить их душевные травмы». Другой рецензент того же портала — Майкл Тул — обращал внимание также на тот факт, что все герои первоначально боятся говорить друг с другом о своих отношениях и собственных проблемах, что выглядит странно, принимая во внимание различия в исходных характерах. Кроме того, по словам Тула, всякий раз, когда начинал замедляться темп повествования, непременно вскоре происходило какое-то драматическое событие с центральным женским персонажем арки, которое обозреватель сравнил с ощущением, что «Маэда жмёт в это время на специальную сюжетную кнопку».
Мнения критиков разделились в оценке подобного стандартизированного подхода сценаристов. Часть рецензентов, признавая искусственность конфликтов произведения, подчёркивала, что Key, несмотря на это, постоянно удавалось успешно передавать остроту чувств героев истории, что в рецензии Кестрела Свифта из The Fandom Post и вовсе было названо «величайшим эмоциональным шедевром в сфере аниме». Джеймс Беккет в обзоре для Anime News Network подчёркивал, что Clannad хоть и использовал классические сюжетные ходы, но доводил их до максимально возможного развития. Другие обозреватели указывали, что предсказуемость таких сюжетных ходов несколько нивелировала отклик у поклонников продукции Key. Карл Кимлингер отмечал, что каждый персонаж Clannad был изначально создан с целью достижения максимально возможного эмоционального действия на аудиторию. Это приводило к появлению большого числа хвалебных отзывов у работы, однако после анализа каждой ситуации по отдельности, по его мнению, можно было прийти к выводу о механистичности выбранного сценаристами подхода, словно текст произведения был создан машиной, а не человеком. Несмотря на обвинения в эмоциональной манипуляции, смерть Нагисы была признана одной из самых трагических и зрелых в истории жанра. Однако драма с её дочерью Усио была встречена уже более скептически, поскольку она была воспринята как сюжетное повторение истории с Нагисой, а также неоправданным был признан сместившийся акцент повествования на сверхъестественные элементы. По мнению Терона Мартина и Криса Бевериджа из The Fandom Post, если бы сценаристам удалось развить эту трагедию семьи Окадзаки в рамках реального, а не параллельного мира, и довести её до логичного финала, то это позволило бы произведению войти в анналы истории всей аниме-индустрии в ранге безоговорочно сильнейшего примера драмы. Однако, согласно Джеймсу Беккету, перерождение главного героя заменило эту потенциальную возможность на фактическую deus ex machina.
Дополнительным фактором, способствовавшим формированию эмоциональной связи аудитории с персонажами, было признано использование элементов моэ и жанра гарем. На взгляд Терона Мартина, все женские персонажи произведения вызывали у мужского зрителя желание защищать их, потому что имели в образах девушек классические моэ-клише: наличие любимых блюд, острую реакцию героинь на нечто «милое», яркое проявление архетипа цундэрэ (в случае Кё). В этом аспекте единственным отличием от Air и Kanon, которое привлекло внимание обозревателей, стало отсутствие явных речевых клише. Всё это, по мнению критиков, явно указывало на происхождение игры из эроге с характерным для Key построением «гарема» через харизматического главного героя, а различия в сюжете достигались сменой сеттинга и некоторых предысторий. Характер Томои был назван очень похожим на главного героя Kanon Юити Айдзаву, а существовавшие отличия были вызваны чуть более саркастичным характером последнего и меньшими проблемами в семье. Прочие персонажи, по признанию рецензентов, отличались показательно карикатурными характерами (в особенности Сунохара), основанными на типичных для аниме-индустрии образах.
Однако, помимо общности, критики выделяли и отличия от традиционных ходов жанра гарем, наиболее ярким из которых оказалась сама концепция «Afer Story», в которой главный герой сумел выбрать единственную девушку, и повествование не было прекращено после взаимного признания в любви и окончания школы. Критик Хироки Адзума отметил, что по сравнению с Air, в которой также сильна тема семьи, Томоя, в отличие от Юкито Кунисаки, всё же даже женился на Нагисе. По мнению Адзумы, для аудитории, состоящей из отаку, посыл «стать отцом» является высшим проявлением их подсознательного желания социализации, что в итоге усиливало эмоциональное сопереживание трагедии главного героя от утраты его возлюбленной. Подчёркивалось, что история Нагисы и Томои, несмотря на наличие других сюжетных арок, явно доминирует над всеми остальными и хорошо демонстрирует нехарактерное для аниме развитие характеров этих героев в течение длительного времени. Тем не менее критиками отмечалась излишне целомудренная демонстрация любви Нагисы и Томои, в которой полностью избегались даже намёки на половые отношения.
При анализе остальных жанровых характеристик работы выделялись наличие и сбалансированность неплохой комической составляющей и в целом эффективного синтеза реалистичной истории с мистическими элементами, доля которых была уменьшена относительно Kanon и Air. Среди второстепенных персонажей работы положительных отзывов удостоились родители Нагисы, которые, по мнению обозревателей, являлись примером любящей семьи и добавляли истории юмора. В то же время малое использование в фабуле отца Томои было подвергнуто критике, поскольку, по мнению рецензентов, это позволило бы произведению подчеркнуть рост главного героя по ходу истории и усилить одну из кульминаций.

### Адаптация Kyoto Animation
Аниме-адаптация Kyoto Animation также получила положительную оценку критиков. В качестве главного достоинства сериала выделялась визуальная сторона работы, вобравшая в себя все навыки и опыт прошлых экранизаций продуктов Key этой студии и созданная на уровне, более характерном для кинематографической анимации, а не для телевизионной версии. Критики отмечали хорошо подобранную тёплую пастельную гамму цветов, а также тщательность прорисовки мелких деталей, что способствовало созданию на экране атмосферы весны. Фоновые изображения также были признаны выполненными качественно. Единственным нареканием к визуальному ряду сериала со стороны обозревателей стало сохранение стилистики Key в облике персонажей, что делало их слишком похожими на героев прошлых адаптаций. Само исполнение дизайна также было сочтено успешным, но из-за выбранной стилистики в ходе взросления внешность героев практически не подвергалась изменениям. Мультипликация не содержала огрехов, на взгляд рецензентов, и отличалась плавностью, при этом были отмечены лишь единственный случай использования компьютерной графики и отсутствие этти-фансервиса.
Обозревателями подчёркивалось, что второй сезон сериала, являвшийся экранизацией «After Story», сильно превосходит по накалу событий первую половину работы, которая, на взгляд Марка Томаса из The Fandom Post, была фактически гаремной комедией, построенной из нескольких сюжетных арок. Критики отмечали низкий темп повествования первого сезона и излишнее смещение внимания аудитории с сюжетной линии Томои и Нагисы. Это же, по мнению критиков, было характерно и для первых восьми серий «After Story», по истечении которых сериал, наконец, сумел сосредоточиться на ключевой для себя истории. Кестрел Свифт подчёркивал, что содержание финала второго сезона было достаточно неожиданным на фоне первого, который некоторые критики на фоне истории семьи Окадзаки сочли даже незапоминающимся. Обозреватели подчёркивали хорошо созданный саспенс в ожидании трагичной концовки сериала, который успешно поддерживал зрительский интерес. Однако экспозиция первого сезона из-за постоянной смены отдельных сцен, необъединённых в единую сюжетную линию, получила сравнение со структурой ёнкомы от обозревателя UK Anime Network Росса Ливерсиджа. В целом тематика семейных отношений в адаптации была признана раскрытой, а её символом стала закрывающая серии песня Нагисы «Dango Daikazoku». Музыкальное сопровождение получило положительные отзывы, однако отмечалось, что часть композиций была использована неоправданно часто. Также было отмечено убедительное исполнение роли Нагисы Май Накахарой.
Дополнительные OVA-серии получили различные оценки рецензентов. Адаптация сюжетной арки Кё и Рё Фудзибаяси получила негативные отзывы за явное проявление элементов жанра гарем и неестественность поведения главного героя. В то же время история Томоё удостоилась очень высокой оценки. Марк Томас назвал её «одной из лучших романтических историй, рассказанных за 20 минут», а Крис Беверидж отметил, что хотел бы увидеть развитие этого сценария как минимум в виде одного телевизионного сезона из 12 серий. По мнению Терона Мартина, в этой OVA пара Томоё и Томои выглядела более естественно и полно, нежели вся романтическая линия Нагисы, продемонстрированная в первом сезоне основного сериала.

### Адаптация Toei Animation
Поскольку кинематографическая версия Clannad была лицензирована позже сериала, то западные рецензенты оценивали её именно в сравнении с адаптацией Kyoto Animation. Положительно был воспринят выполненный сценаристом фокус истории исключительно на Томое и Нагисе, что позволяло эффективно, по мнению обозревателей, сосредоточить внимание зрителя на развитии их отношений и сделать их более интенсивными. Однако, на взгляд Криса Бевериджа, уменьшение роли второстепенных персонажей уменьшало число факторов, влиявших на изменения характеров главных героев, что приводило к небольшой потере логической связности истории. Также подчёркивались уменьшение числа комедийных сцен и иное, по сравнению с сериалом, развитие фабулы до трагической кульминации. Негативно было воспринято уменьшение рассказа о предыстории Томои.
Двойственное впечатление на критиков произвела визуальная составляющая картины. С одной стороны, ими положительно отмечалось изменение дизайна персонажей, отличавшегося как от визуального романа, так и от сериала Kyoto Animation, в стилистике которого была уменьшена моэ-составляющая. Тем не менее, согласно Крису Бевериджу, передача эмоций героев на экране была выполнена, словно «их лица были деревянными». Нарекания получила режиссёрская работа Осаму Дэдзаки за использование им устаревших способов постановки кадра, которую Тим Джонс из THEM Anime назвал «методами 1991, а не 2007 года». Общее качество мультипликации было признано недостаточно высоким для кинематографической версии, и было подчёркнуто, что телевизионный сериал Kyoto Animation был выполнен лучше.